# زاوية سيدي أبي الحسن الشاذلي

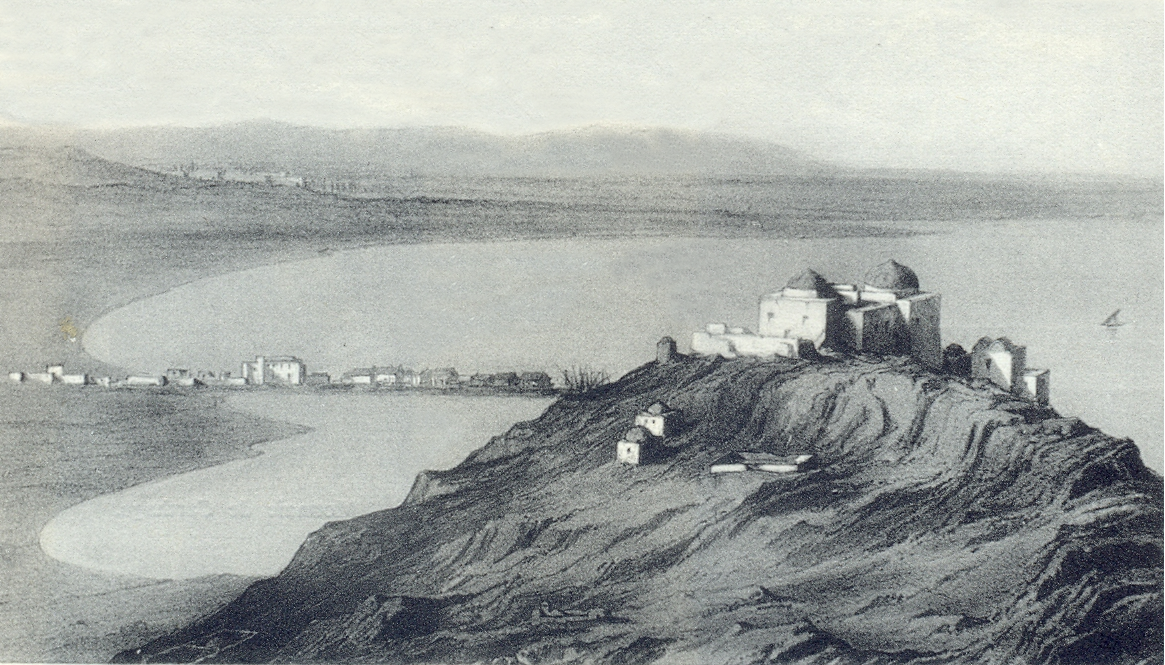
زاوية سيدي بلحسن وهي تعلو بحيرة تونس عام 1846

زاوية سيدي أبي الحسن الشاذلي أو زاوية سيدي بلحسن الشاذلي زاوية بُنيت عام 1815 م للشيخ الصالح الولي أبي الحسن الشاذلي الذي عاش في القرن الثالث عشر الميلادي وهو الذي أدخل القهوة لمدينة تونس.